# MS Berge Stahl
MS Berge Stahl – rudo-masowiec pływający pod banderą Norwegii.
Do zwodowania Vale Brasil w 2011 był największym masowcem na świecie.
Przeznaczony do przewozu rudy żelaza, ze względu na swoje rozmiary, przy pełnym załadunku może zawijać tylko do bardzo nielicznych portów na świecie. Zgodnie z długookresowym kontraktem przewozowym przez prawie cały dotychczasowy okres eksploatacji pływał jedynie pomiędzy dwoma portami: Rotterdamu w Holandii i Terminalu Marítimo de Ponta da Madeira w Brazylii. Statek dokonuje na takiej trasie około 10 podróży rocznie.
Pojemność rejestrowa brutto wynosi 175 720, a pojemność netto 61 796. Nośność statku (DWT) statku wynosi 364 767 ton. Ładunek może być rozmieszczony w 10 ładowniach, luki mają rozmiary 15,9x19,2 m. Zbiorniki balastowe mogą pomieścić 269 417 metrów sześciennych balastu (woda morska).